# Super Bowl LIV
Il Super Bowl LIV è stata la 54ª edizione del Super Bowl, la finale del campionato della National Football League tra i campioni della National Football Conference, i San Francisco 49ers, e quelli dell'American Football Conference, i Kansas City Chiefs, per decretare il campione della stagione 2019. I Chiefs hanno vinto per 31–20, conquistando il loro primo titolo dal Super Bowl IV e il primo dopo la fusione AFL-NFL. Il loro quarterback Patrick Mahomes fu premiato come MVP del Super Bowl dopo avere completato 26 passaggi su 42 per 286 yard, 2 touchdown, 2 intercetti, corso per 29 yard e segnato un terzo touchdown su corsa.
La gara ha avuto luogo domenica 2 febbraio 2020 all'Hard Rock Stadium di Miami, Florida. È stata l'undicesima volta che la finalissima si è svolta a Miami, la prima dal Super Bowl XLIV del 2010. La gara è stata trasmessa negli Stati Uniti da Fox, in Italia da Mediaset su Canale 20 e su DAZN.
Il primo tempo della partita vide diversi cambi di leadership, con la gara che si chiuse sul 10 pari alla fine del primo tempo. Tuttavia, nel terzo quarto, i 49ers sembrarono prendere il largo con un field goal di Robbie Gould e un touchdown su corsa di Raheem Mostert portandosi in vantaggio per 20-10 all'inizio dell'ultimo periodo di gioco. A partire da 6:13 termine però, l'attacco dei Chiefs, guidato da Patrick Mahomes, completò due drive conclusi entrambi con un touchdown, con passaggi vincenti per Travis Kelce e Damien Williams, portandosi in vantaggio a due minuti dal termine. I Chiefs in seguito fermarono i 49ers in difesa e un touchdown finale di Damien Williams, oltre che un intercetto di Kendall Fuller, sigillarono la vittoria che interruppe un digiuno di cinquant'anni.

## Processo di selezione dello stadio
Il 19 maggio 2015 furono annunciate le quattro città finaliste per l'assegnazione del Super Bowl LIII, del Super Bowl LIV e del Super Bowl LV. Le votazioni avvennero il 24 maggio 2016: dopo che il primo turno ebbe assegnato la finale numero 53 ad Atlanta e in seguito al ritiro dalle candidature per l'anno seguente di Los Angeles e New Orleans, rimasero a contendersi l'edizione del 2020 solo due sedi:
- Hard Rock Stadium, Miami, Florida: il Sud della Florida ha ospitato 10 Super Bowl, l'ultimo dei quali è stato il Super Bowl XLIV nel 2010.
- Raymond James Stadium, Tampa, Florida: Tampa ha ospitato quattro Super Bowl, l'ultimo dei quali è stato il Super Bowl XLIII nel 2009.

La seconda tornata di voti vide risultare vincitrice Miami, mentre Los Angeles si garantì l'organizzazione dell'edizione successiva. Tuttavia, il 23 maggio 2017 i proprietari delle franchigie NFL decisero di spostare la sede del Super Bowl LV e di assegnarlo a Tampa, facendo così slittare la città californiana al Super Bowl LVI, a causa di ritardi nella costruzione del "SoFi Stadium" dovuti alle pesanti precipitazioni abbattutesi sulla zona durante la prima parte dell'anno.

## Squadre

### San Francisco 49ers
I San Francisco 49ers conclusero la stagione regolare con un record di 13-3, il migliore della NFC, sotto la direzione del capo-allenatore al terzo anno Kyle Shanahan. L'ascesa di San Francisco fu una sorpresa poiché aveva terminato la stagione precedente con un record di 4-12 e non raggiungeva i playoff dal 2013.

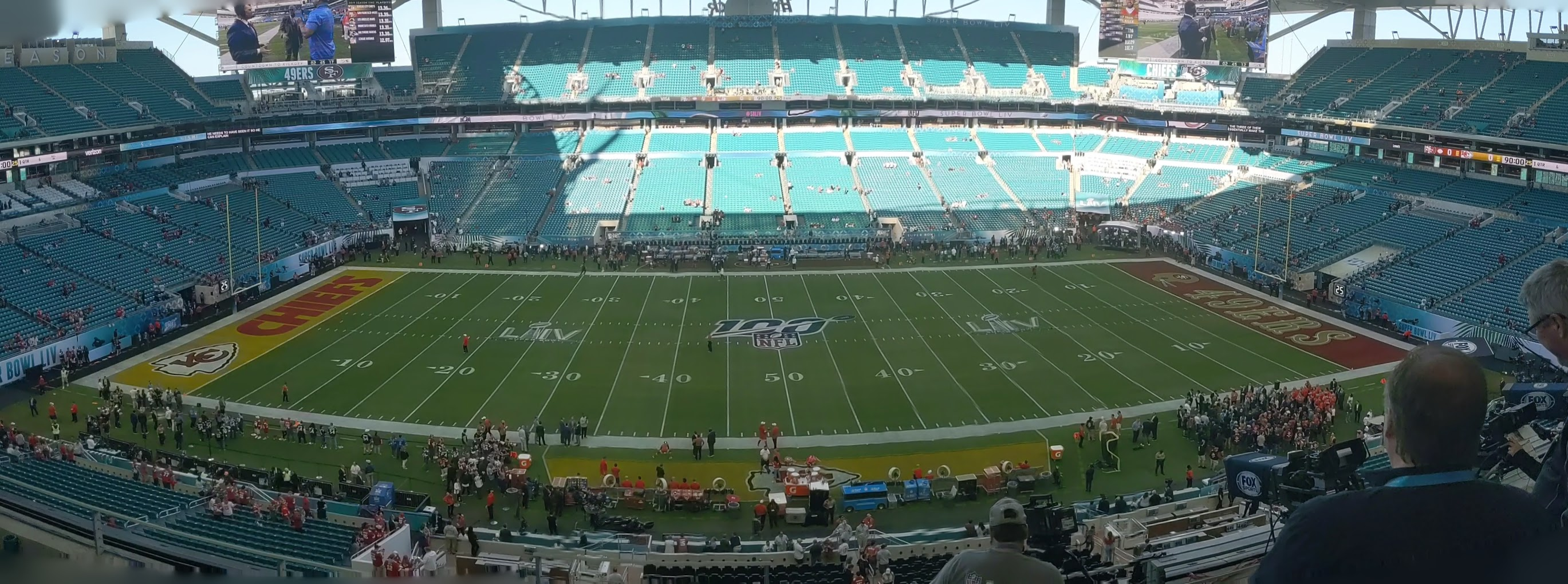
Il prato dell'Hard Rock Stadium pronto per il Super Bowl LIV

Una delle ragioni del successo dei 49ers fu il quarterback Jimmy Garoppolo. Garoppolo aveva iniziato la carriera nel 2014 come riserva del quarterback dei New England Patriots Tom Brady. Dopo due stagioni ai margini, una sospensione di Brady nel 2016 consentì a Garoppolo di scendere in campo e mettere in mostra il suo potenziale, terminando con un passer rating di 113,3 nell'arco di sei partite e portando i 49ers l'anno successivo ad ottenerlo in uno scambio in cui cedettero una scelta del secondo giro del draft. Anche se Garoppolo perse la maggior parte della stagione 2018 per la rottura di un legamento, si riprese nel 2019 iniziando tutte le 16 partite come titolare.
L'attacco di San Francisco si classificò secondo in punti segnati (479) e quarto in yard (6,079). Garoppolo completò il 69,1% dei suoi passaggi (4º nella NFL) per 3.978 yard e 27 touchdown (5º), a fronte di 13 intercetti. Il suo bersagli preferito fu il tight end Pro Bowler George Kittle, che ricevette 85 passaggi per 1.053 yard e 5 touchdown. Altri bersagli chiave furono il rookie Deebo Samuel (57 ricezioni, 807 yard, 6 touchdown totali) e il veterano Emmanuel Sanders (36 ricezioni, 502 yard, 3 touchdown). Il gioco sulle corse fu caratterizzato dall'emergere del running back non scelto nel draft Raheem Mostert, che aveva cambiato 5 squadre nelle prime due stagioni, prima di stabilirsi a San Francisco nel 2017. Anche se Mostert non iniziò alcuna gara come titolare nel 2019, guidò la squadra con 772 yard corse e 8 touchdown, con una media di 5,6 yard a portata. I running back Matt Breida (623 yard corse) e Tevin Coleman (544 yard corse, 7 touchdown totali) ebbero anch'essi un impatto in attacco, mentre il fullback Kyle Juszczyk fu convocato per il Pro Bowl. La linea offensiva fu guidata dal veterano di 13 stagioni Joe Staley, convocato per 6 Pro Bowl in carriera.
La difesa dei 49ers fu la seconda della lega per il minor numero di yard concesse (4.509) e prima in yard su passaggio concesse (2.707). Uno dei punti di forza fu la defensive line, con la presenza di DeForest Buckner (61 tackle, 7,5 sack, 4 fumble recuperati), Arik Armstead (54 tackle, 10 sack) e del rookie Pro Bowler Nick Bosa (47 tackle, 9 sack, 2 fumble recuperati). I linebacker furono guidati da Dee Ford (6,5 sack), giunto prima dell'inizio della stagione dai Chiefs, e Fred Warner, che guidò la squadra con 118 tackle, oltre a 3 sack e 3 fumble forzati. Il cornerback Richard Sherman guidò la squadra con 3 intercetti, guadagnando la quinta convocazione al Pro Bowl in carriera.
Questa sarà la settima partecipazione per i 49ers al Super Bowl, la prima dal Super Bowl XLVII nel 2012, quando persero con i Baltimore Ravens per 34–31.

### Kansas City Chiefs
I Chiefs iniziarono la stagione con un record di 1-3 in casa mentre vinsero tutte le prime quattro gare in trasferta. Con una sconfitta degli Oakland Raiders nella settimana 14 e una vittoria sui New England Patriots, i Chiefs si aggiudicarono la vittoria della division, portando il loro primato di franchigia a quattro vittorie consecutive. Raggiunsero anche i playoff per il quinto anno consecutivo, a uno dal proprio record di sei dal 1990 al 1995. Inoltre, per il secondo anno consecutivo, ebbero la possibilità di saltare il primo turno di playoff. I Chiefs chiusero imbattuti nella AFC West per la seconda volta sotto la direzione di Andy Reid, portando il loro record nella AFC West a 27-3 dal 2015. Nel Divisional round, i Chiefs batterono gli Houston Texans, 51–31, malgrado l'essersi trovati in svantaggio per 24–0 nel secondo quarto. Fu la prima volta nella sua storia che la squadra vinse almeno una gara di playoff in due anni consecutivi. Anche i 51 punti furono un record di franchigia per i playoff.
I Chiefs furono guidati dalla scelta del primo giro del 2017 Patrick Mahomes. Nella stagione precedente, Mahomes aveva vinto il titolo di MVP della NFL dopo aver passato 5.097 yard e 50 touchdown, guidando la squadra a un record di 12-4 e alla finale della AFC. Nel 2019, Mahomes passò 4.031 yard 26 touchdown a fronte di 5 soli intercetti, malgrado l'avere saltato due partite per infortunio. In quelle due sfide il suo posto fu preso da Matt Moore che passò 659 yard e 4 touchdown. Il gioco sui passaggi dei Chiefs si classificò secondo nella NFL. Il bersaglio principale di Mahomes fu il tight end Travis Kelce che ricevette 97 passaggi per 1.229 yard e 5 touchdown. Tra gli altri vi furono Tyreek Hill con 58 ricezioni per 860 yard e 7 touchdowns malgrado 4 partite saltate per infortunio, Sammy Watkins con 52 ricezioni per 673 yard e 3 touchdown, Demarcus Robinson con 32 ricezioni per 449 yard e 3 touchdown e Mecole Hardman con 26 ricezioni per 538 yard e 6 touchdown. Il gioco sulle corse fu il 23º della lega e fu guidato da Damien Williams che fu il miglior corridore con 498 yard e 5 touchdown, oltre al veterano LeSean McCoy che contribuì con 465 yard e 4 touchdown. Complessivamente l'attacco dei Chiefs fu il terzo della NFL.
La difesa della lega fu la settima migliore della lega in punti concessi (308). Due giocatori della linea difensiva furono convocati per il Pro Bowl: Chris Jones (9 sack) e Frank Clark (8 sack, 3 fumble forzati), assieme a Emmanuel Ogbah (5,5 sack). I linebacker Anthony Hitchens e Damien Wilson guidarono la squadra in placcaggi con 88 e 81. Un rinforzo dell'ultimo istante fu il veterano Terrell Suggs, firmato dopo che fu svincolato dagli Arizona Cardinals nella settimana 14. Suggs concluse la stagione con 4 fumble forzati e 6,5 sack, salendo a 139 sack in carriera. La safety Tyrann Mathieu guidò la squadra con 4 intercetti, venendo inserito nel First-team All-Pro. La safety rookie Juan Thornhill aggiunse 3 intercetti e 57 tackle. Il cornerback Bashaud Breeland ebbe 2 intercetti e 2 fumble recuperati, ritornati per 114 yard e un touchdown.
Questa fu la terza apparizione dei Chiefs al Super Bowl e la prima dalla fusione AFL-NFL del 1970. Essi giocarono nel Super Bowl I nel 1966, perdendo contro i Green Bay Packers, 35–10, e il Super Bowl IV nel 1969, quando batterono i Minnesota Vikings, 23–7.

## Playoff
I 49ers si erano guadagnati la possibilità di saltare il primo turno dei playoff in virtù del miglior record della NFC. Nel divisional round batterono i Minnesota Vikings, 27–10. I Niners dominarono nel tempo di possesso (38:27–21:33), primi down (21–7), yard corse (186–21) e yard totali (308–147). Nella finale di conference, i 49ers si portarono in vantaggio per 27–0 all'intervallo sui Green Bay Packers, andando a vincere per 37-20. I 49ers stabilirono il record dell'NFC championship per il minor numero di passaggi in una partita, lanciando solamente 8 volte. Si appoggiarono invece quasi esclusivamente al gioco sulle corse, dove ottennero 285 yard, incluso un record di franchigia di 220 yard e 4 touchdown di Raheem Mostert.
I Chiefs poterono saltare il primo turno di playoff con il secondo miglior record della AFC, prima di superare due squadre che li avevano battuti nella stagione regolare. Nel divisional round si trovarono in svantaggio per 24-0 contro gli Houston Texans, ma rimontarono portandosi in vantaggio per 28-24 alla fine del primo tempo e dominando il secondo, vincendo per 51-31. In quella partita i Chiefs stabilirono un record NFL segnando touchdown per 7 drive consecutivi, inclusi 5 passaggi da touchdown di Mahomes. Il loro avversario successivo furono i Tennessee Titans. Dopo essersi trovata in svantaggio per 17-7, Kansas City segnò 28 punti consecutivi portandosi in vantaggio 35–17 e andando a vincere 35–24. Mahomes passò 294 yard e 3 touchdown, guidando anche i Chiefs con 53 yard corse, incluso un TD da 27 yard.

## Tabellino

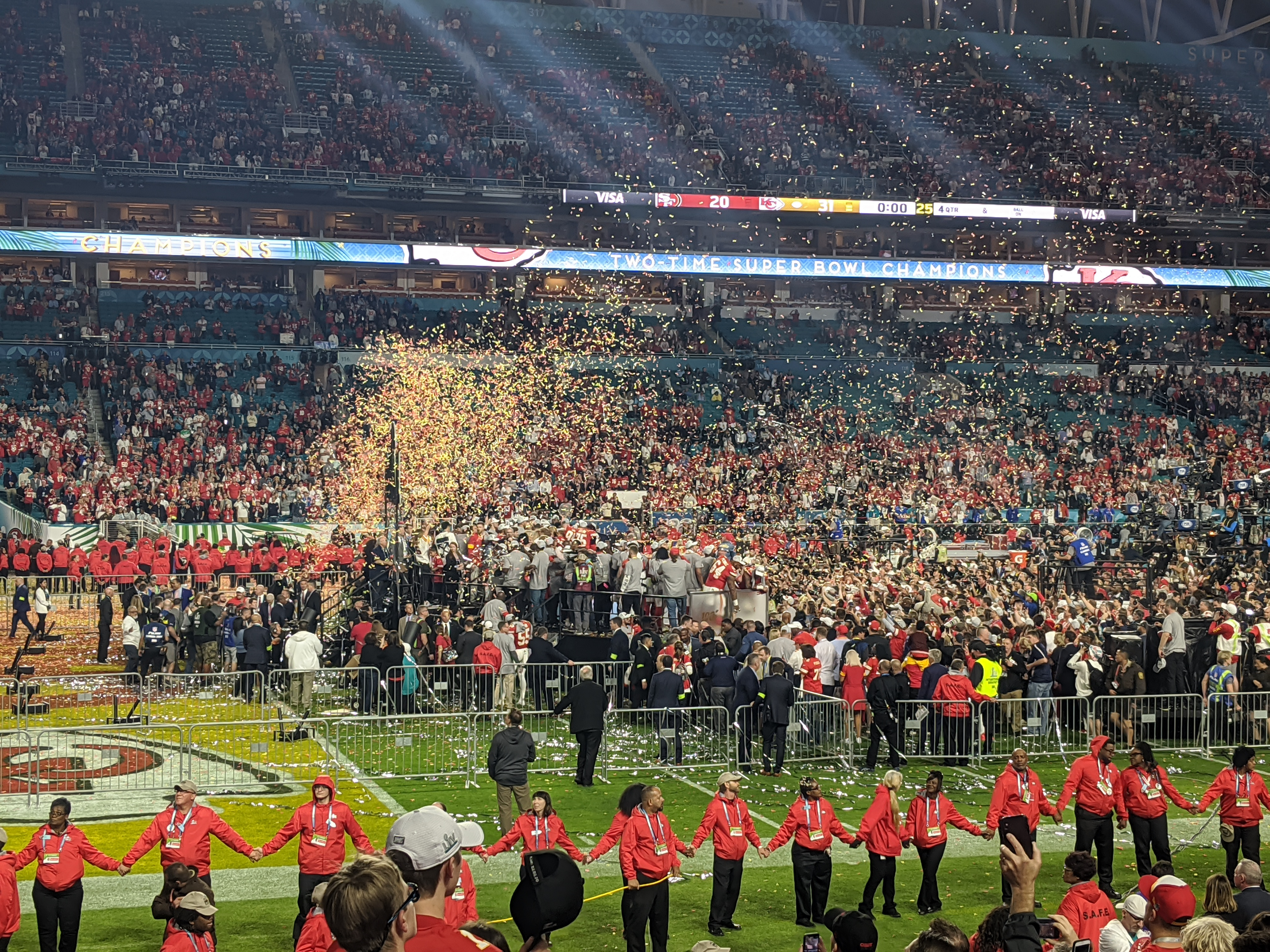
I festeggiamenti dopo la vittoria dei Chiefs

San Francisco 49ers - Kansas City Chiefs—Riassunto
|              | 1 | 2 | 3  | 4  | Totale |
| ------------ | - | - | -- | -- | ------ |
| 49ers (NFC)  | 3 | 7 | 10 | 0  | 20     |
| Chiefs (AFC) | 7 | 3 | 0  | 21 | 31     |

all'Hard Rock Stadium, Miami Gardens, Florida
- Data: 2 febbraio, 2020
- Ora: 6:30 p.m. EST/5:30 p.m. CST/3:30 p.m. PST
- Tempo atmosferico: 18 °C (64 °F)
- Pubblico: 62.417
- Arbitro: Bill Vinovich (52)
- Commentatori televisivi (Fox): Joe Buck, Troy Aikman, Erin Andrews, Chris Myers e Mike Pereira
- Sintesi, Game Book Archiviato il 3 febbraio 2020 in Internet Archive.

| \| Quarto \| Tempo \| Drive \| Drive \| Drive \| Squadra \| Informazioni \| Punteggio \| Punteggio \| \| Quarto \| Tempo \| Giocate \| Yard \| TOP \| Squadra \| Informazioni \| SF \| KC \| \| -------------------------- \| -------------------------- \| -------------------------- \| -------------------------- \| -------------------------- \| -------------------------- \| --------------------------------------------------------------------------------------------------- \| --------- \| --------- \| \| 1 \| 7:57 \| 10 \| 62 \| 5:58 \| SF \| field goal da 38 yard di Robbie Gould \| 3 \| 0 \| \| 1 \| 0:31 \| 15 \| 75 \| 7:26 \| KC \| touchdown su corsa da 1 yard di Patrick Mahomes, extra point segnato da Harrison Butker \| 3 \| 7 \| \| 2 \| 9:32 \| 9 \| 43 \| 4:36 \| KC \| field goal da 31 yard di Butker \| 3 \| 10 \| \| 2 \| 5:05 \| 7 \| 80 \| 4:27 \| SF \| touchdown di Kyle Juszczyk su passaggio da 15 yard di Jimmy Garoppolo, extra point segnato da Gould \| 10 \| 10 \| \| 3 \| 9:29 \| 9 \| 60 \| 5:31 \| SF \| field goal da 42 yard di Gould \| 13 \| 10 \| \| 3 \| 2:35 \| 6 \| 55 \| 2:48 \| SF \| touchdown su corsa da 1 yard di Raheem Mostert, extra point segnato da Gould \| 20 \| 10 \| \| 4 \| 6:13 \| 10 \| 83 \| 2:40 \| KC \| touchdown di Travis Kelce su passaggio da 1 yard di Mahomes, extra point segnato da Butker \| 20 \| 17 \| \| 4 \| 2:44 \| 7 \| 65 \| 2:26 \| KC \| touchdown di Damien Williams su passaggio da 5 yard di Mahomes, extra point segnato da Butker \| 20 \| 24 \| \| 4 \| 1:12 \| 2 \| 42 \| 0:13 \| KC \| touchdown su corsa da 38 yard di Williams, extra point segnato da Butker \| 20 \| 31 \| \| "TOP" = tempo di possesso. \| "TOP" = tempo di possesso. \| "TOP" = tempo di possesso. \| "TOP" = tempo di possesso. \| "TOP" = tempo di possesso. \| "TOP" = tempo di possesso. \| "TOP" = tempo di possesso. \| 20 \| 31 \| |                            |                            |                            |                            |                            | |           |           |
| Quarto | Tempo                      | Drive                      | Drive                      | Drive                      | Squadra                    | Informazioni                                                                                        | Punteggio | Punteggio |
| Quarto | Tempo                      | Giocate                    | Yard                       | TOP                        | Squadra                    | Informazioni                                                                                        | SF        | KC        |
| 1 | 7:57                       | 10                         | 62                         | 5:58                       | SF                         | field goal da 38 yard di Robbie Gould                                                               | 3         | 0         |
| 1 | 0:31                       | 15                         | 75                         | 7:26                       | KC                         | touchdown su corsa da 1 yard di Patrick Mahomes, extra point segnato da Harrison Butker             | 3         | 7         |
| 2 | 9:32                       | 9                          | 43                         | 4:36                       | KC                         | field goal da 31 yard di Butker                                                                     | 3         | 10        |
| 2 | 5:05                       | 7                          | 80                         | 4:27                       | SF                         | touchdown di Kyle Juszczyk su passaggio da 15 yard di Jimmy Garoppolo, extra point segnato da Gould | 10        | 10        |
| 3 | 9:29                       | 9                          | 60                         | 5:31                       | SF                         | field goal da 42 yard di Gould                                                                      | 13        | 10        |
| 3 | 2:35                       | 6                          | 55                         | 2:48                       | SF                         | touchdown su corsa da 1 yard di Raheem Mostert, extra point segnato da Gould                        | 20        | 10        |
| 4 | 6:13                       | 10                         | 83                         | 2:40                       | KC                         | touchdown di Travis Kelce su passaggio da 1 yard di Mahomes, extra point segnato da Butker          | 20        | 17        |
| 4 | 2:44                       | 7                          | 65                         | 2:26                       | KC                         | touchdown di Damien Williams su passaggio da 5 yard di Mahomes, extra point segnato da Butker       | 20        | 24        |
| 4 | 1:12                       | 2                          | 42                         | 0:13                       | KC                         | touchdown su corsa da 38 yard di Williams, extra point segnato da Butker                            | 20        | 31        |
| "TOP" = tempo di possesso. | "TOP" = tempo di possesso. | "TOP" = tempo di possesso. | "TOP" = tempo di possesso. | "TOP" = tempo di possesso. | "TOP" = tempo di possesso. | "TOP" = tempo di possesso.                                                                          | 20        | 31        |

## Confronto statistico
| Statistica                     | San Francisco 49ers | Kansas City Chiefs |
| ------------------------------ | ------------------- | ------------------ |
| Primi down                     | 21                  | 26                 |
| Primi down su corsa            | 8                   | 12                 |
| Primi down su passaggio        | 13                  | 13                 |
| Penalità su primo down         | 0                   | 1                  |
| Efficienza sui terzi down      | 3–8                 | 6–14               |
| Efficienza sui quarti down     | 0–1                 | 2–3                |
| Yard nette totali              | 351                 | 397                |
| Yard nette su corsa            | 141                 | 129                |
| Corse tentate                  | 22                  | 29                 |
| Yard per corsa                 | 6.4                 | 4.4                |
| Yard su passaggio              | 210                 | 268                |
| Passaggi completati/tentati    | 20–31               | 26–42              |
| Sack-yard                      | 1–9                 | 4–18               |
| Intercetti subiti              | 2                   | 2                  |
| Ritorni di punt-yard totali    | 1–0                 | 0–0                |
| Ritorni di kickoff-yard totali | 4–61                | 3–58               |
| Intercetti-yard su ritorno     | 2–10                | 2–11               |
| Punt-media                     | 2–43                | 2–40               |
| Fumble-persi                   | 1–0                 | 3–0                |
| Penalità-yard                  | 5–45                | 4–24               |
| Tempo di possesso              | 26:47               | 33:13              |
| Palloni persi                  | 2                   | 2                  |

| Tutti i record si riferiscono al Super Bowl             | Tutti i record si riferiscono al Super Bowl | Tutti i record si riferiscono al Super Bowl |
| ------------------------------------------------------- | ------------------------------------------- | ------------------------------------------- |
| Maggior numero di yard corse da un wide receiver        | 53                                          | Deebo Samuel (San Francisco)                |
| Record pareggiati                                       |                                             |                                             |
| Maggior numero di touchdown in quarto per un giocatore  | 2                                           | Damien Williams (Kansas City)               |
| Maggior numero di punti in un quarto per una squadra    | 21                                          | Kansas City Chiefs                          |
| Maggior numero di quarti down convertiti da una squadra | 2                                           | Kansas City Chiefs                          |
| Minor numero di punt ritornati da una squadra           | 0                                           | Kansas City Chiefs                          |
| Minor numero di punt ritornati da entrambe le squadre   | 0                                           | Super Bowl LIV                              |
| Minor numero di fumble persi da entrambe le squadre     | 0                                           | Super Bowl LIV                              |

## Statistiche individuali
| 49ers passaggi   |        |     |    |     |         |
|                  | C/ATT1 | Yds | TD | INT | Rating  |
| Jimmy Garoppolo  | 20/31  | 219 | 1  | 2   | 69.2    |
| 49ers corse      |        |     |    |     |         |
|                  | Car2   | Yds | TD | Lg3 | Yds/Car |
| Raheem Mostert   | 12     | 58  | 1  | 17  | 4.8     |
| Deebo Samuel     | 3      | 53  | 0  | 32  | 17.7    |
| Tevin Coleman    | 5      | 28  | 0  | 17  | 5.6     |
| Jimmy Garoppolo  | 2      | 2   | 0  | 3   | 1       |
| 49ers ricezioni  |        |     |    |     |         |
|                  | Rec4   | Yds | TD | Lg3 | Target5 |
| Deebo Samuel     | 5      | 39  | 0  | 16  | 9       |
| George Kittle    | 4      | 36  | 0  | 12  | 7       |
| Kyle Juszczyk    | 3      | 39  | 1  | 15  | 3       |
| Emmanuel Sanders | 3      | 38  | 0  | 18  | 5       |
| Kendrick Bourne  | 2      | 42  | 0  | 26  | 4       |
| Jeff Wilson      | 1      | 20  | 0  | 20  | 1       |
| Tevin Coleman    | 1      | 3   | 0  | 3   | 1       |
| Raheem Mostert   | 1      | 2   | 0  | 2   | 1       |

| Chiefs passaggi  |        |     |    |     |         |
|                  | C/ATT1 | Yds | TD | INT | Rating  |
| Patrick Mahomes  | 26/42  | 286 | 2  | 2   | 78.1    |
| Chiefs corse     |        |     |    |     |         |
|                  | Car2   | Yds | TD | Lg3 | Yds/Car |
| Damien Williams  | 17     | 104 | 1  | 38  | 6.1     |
| Patrick Mahomes  | 9      | 29  | 1  | 13  | 3.2     |
| Travis Kelce     | 1      | 2   | 0  | 2   | 2       |
| Darwin Thompson  | 1      | 0   | 0  | 0   | 0       |
| Mecole Hardman   | 1      | −6  | 0  | −6  | −6      |
| Chiefs ricezioni |        |     |    |     |         |
|                  | Rec4   | Yds | TD | Lg3 | Target5 |
| Tyreek Hill      | 9      | 105 | 0  | 44  | 16      |
| Travis Kelce     | 6      | 43  | 1  | 11  | 6       |
| Sammy Watkins    | 5      | 98  | 0  | 38  | 6       |
| Damien Williams  | 4      | 29  | 1  | 13  | 8       |
| Blake Bell       | 1      | 9   | 0  | 9   | 1       |
| Mecole Hardman   | 1      | 2   | 0  | 2   | 1       |
| Darwin Thompson  | 0      | 0   | 0  | 0   | 1       |

1Completati/tentati
2Portate
3Giocata più lunga
4Ricezioni
5Destinatario dei passaggi

## Formazioni titolari

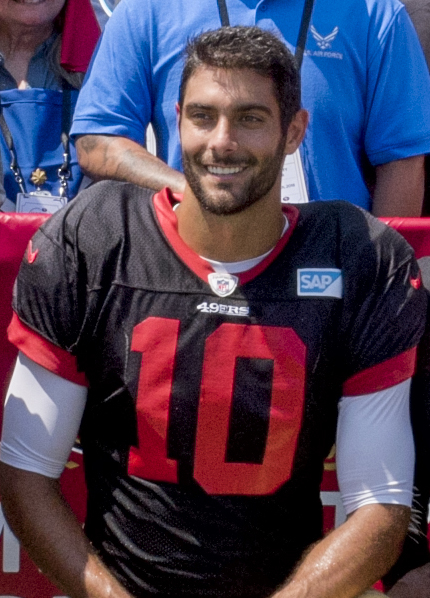
Il quarterback titolare dei 49ers Jimmy Garoppolo

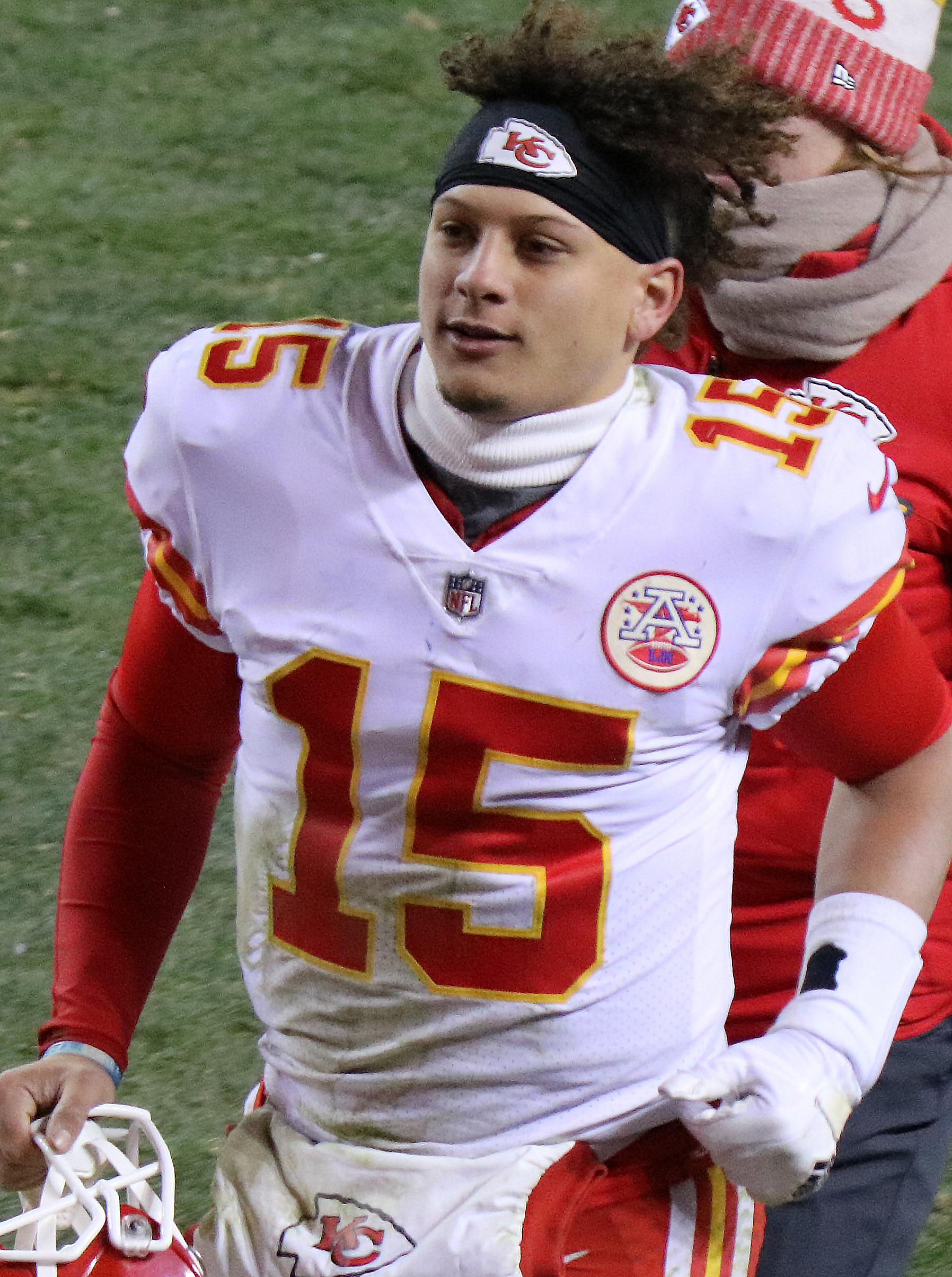
Il quarterback titolare dei Chiefs Patrick Mahomes

| San Francisco 49ers | Ruolo   | Ruolo   | Kansas City Chiefs      |
| Attacco             | Attacco | Attacco | Attacco                 |
| ------------------- | ------- | ------- | ----------------------- |
| Deebo Samuel        | WR      | WR      | Tyreek Hill             |
| Joe Staley          | LT      | LT      | Eric Fisher             |
| Laken Tomlinson     | LG      | LG      | Stefen Wisniewski       |
| Ben Garland         | C       | C       | Austin Reiter           |
| Mike Person         | RG      | RG      | Laurent Duvernay-Tardif |
| Mike McGlinchey     | RT      | RT      | Mitchell Schwartz       |
| George Kittle       | TE      | TE      | Travis Kelce            |
| Emmanuel Sanders    | WR      | WR      | Sammy Watkins           |
| Jimmy Garoppolo     | QB      | QB      | Patrick Mahomes         |
| Tevin Coleman       | RB      | RB      | Damien Williams         |
| Kyle Juszczyk       | FB      | WR      | Mecole Hardman          |
| Difesa              |         |         |                         |
| Nick Bosa           | LDE     | LDE     | Tanoh Kpassagnon        |
| Sheldon Day         | LDT     | LDT     | Chris Jones             |
| DeForest Buckner    | RDT     | RDT     | Derrick Nnadi           |
| Arik Armstead       | RDE     | RDE     | Frank Clark             |
| Fred Warner         | MIKE    | LB      | Anthony Hitchens        |
| Dre Greenlaw        | WILL    | LB      | Damien Wilson           |
| Richard Sherman     | LCB     | LB      | Reggie Ragland          |
| Emmanuel Moseley    | RCB     | LCB     | Charvarius Ward         |
| K'Waun Williams     | NB      | RCB     | Bashaud Breeland        |
| Jimmie Ward         | FS      | FS      | Daniel Sorensen         |
| Jaquiski Tartt      | SS      | SS      | Tyrann Mathieu          |

## Arbitri
Il Super Bowl LIV ha avuto 7 arbitri. Il numero tra parentesi indica il numero di uniforme.
- Capo-arbitro: Bill Vinovich (52)
- Umpire: Barry Anderson (20)
- Down judge: Kent Payne (79)
- Line judge: Carl Johnson (101)
- Field judge: Michael Banks (72)
- Side judge: Boris Cheek (41)
- Back judge: Greg Steed (12)
- Arbitro dei replay: Mike Chase
- Assistente replay: Marv LeBlanc